# Olympische Sommerspiele 1984/Teilnehmer (Italien)
| Gelbes Symbol für Goldmedaillen mit stilisierten Olympischen Ringen | Graues Symbol für Silbermedaillen mit stilisierten Olympischen Ringen | Braundes Symbol für Bronzemedaillen mit stilisierten Olympischen Ringen |
| ------------------------------------------------------------------- | --------------------------------------------------------------------- | ----------------------------------------------------------------------- |
| 14                                                                  | 6                                                                     | 12                                                                      |

Italien nahm an den Olympischen Sommerspielen 1984 in Los Angeles mit einer Delegation von 268 Athleten, darunter 222 Männer und 46 Frauen, in 23 Sportarten teil. Fahnenträgerin während der Eröffnungsfeier war die Hochspringerin Sara Simeoni.

## Teilnehmer nach Sportarten

### Basketball
Männer
- 5. Platz

- Kader
Marco Bonamico
Roberto Brunamonti
Carlo Caglieris
Enrico Gilardi
Walter Magnifico
Pierluigi Marzorati
Dino Meneghin
Roberto Premier
Antonello Riva
Romeo Sacchetti
Renzo Vecchiato
Renato Villalta

### Bogenschießen
| Männer - Ilario Di Buò Einzel: 29. Platz - Giancarlo Ferrari Einzel: 25. Platz | Frauen - Esther Robertson Einzel: 21. Platz |

### Boxen
Männer
- Luciano Bruno
Weltergewicht: Bronze

- Romolo Casamonica
Halbmittelgewicht: Achtelfinale

- Noè Cruciani
Mittelgewicht: Achtelfinale

- Francesco Damiani
Superschwergewicht: Silber

- Angelo Musone
Schwergewicht: Bronze

- Maurizio Stecca
Bantamgewicht: Gold

- Salvatore Todisco
Halbfliegengewicht: Silber

### Fechten
| Männer - Angelo Arcidiacono Säbel, Mannschaft: Gold - Gianfranco Dalla Barba Säbel, Einzel: 9. Platz Säbel, Mannschaft: Gold - Stefano Bellone Degen, Einzel: 4. Platz Degen, Mannschaft: Bronze - Andrea Borella Florett, Einzel: 5. Platz Florett, Mannschaft: Gold - Stefano Cerioni Florett, Einzel: Bronze Florett, Mannschaft: Gold - Andrea Cipressa Florett, Mannschaft: Gold - Sandro Cuomo Degen, Einzel: 14. Platz Degen, Mannschaft: Bronze - Cosimo Ferro Degen, Mannschaft: Bronze - Roberto Manzi Degen, Mannschaft: Bronze - Marco Marin Säbel, Einzel: Silber Säbel, Mannschaft: Gold - Angelo Mazzoni Degen, Einzel: 9. Platz Degen, Mannschaft: Bronze - Ferdinando Meglio Säbel, Mannschaft: Gold - Mauro Numa Florett, Einzel: Gold Florett, Mannschaft: Gold - Giovanni Scalzo Säbel, Einzel: 7. Platz Säbel, Mannschaft: Gold - Angelo Scuri Florett, Mannschaft: Gold | Frauen - Carola Cicconetti Florett, Einzel: 14. Platz Florett, Mannschaft: 4. Platz - Clara Mochi Florett, Mannschaft: 4. Platz - Lucia Traversa Florett, Mannschaft: 4. Platz - Dorina Vaccaroni Florett, Einzel: Bronze Florett, Mannschaft: 4. Platz - Margherita Zalaffi Florett, Einzel: 15. Platz Florett, Mannschaft: 4. Platz |

### Fußball
Männer
- 4. Platz

- Kader
  - Tor

1 Franco Tancredi
12 Walter Zenga
  - Abwehr

2 Riccardo Ferri
3 Filippo Galli
4 Sebastiano Nela
5 Roberto Tricella
6 Pietro Vierchowod
8 Franco Baresi
  - Mittelfeld

7 Salvatore Bagni
9 Sergio Battistini
10 Antonio Sabato
11 Beniamino Vignola
13 Pietro Fanna
  - Sturm

14 Daniele Massaro
15 Massimo Briaschi
16 Maurizio Iorio
17 Aldo Serena
  - Trainer

Enzo Bearzot

### Gewichtheben
Männer
- Giuseppe Lagrotteria
Leichtschwergewicht: DNF

- Norberto Oberburger
II. Schwergewicht: Gold

- Pietro Pujia
Leichtgewicht: 10. Platz

### Judo
Männer
- Juri Fazi
Halbschwergewicht: 5. Platz

- Ezio Gamba
Leichtgewicht: Silber

- Felice Mariani
Ultraleichtgewicht: 5. Platz

- Sandro Rosati
Halbleichtgewicht: 5. Platz

- Mario Vecchi
Mittelgewicht: 18. Platz

### Kanu
Männer
- Paolo Carraro
Kajak-Einer, 1000 Meter: Halbfinale

- Daniele Scarpa
Kajak-Einer, 500 Meter: 6. Platz
Kajak-Zweier, 500 Meter: 4. Platz
Kajak-Zweier, 1000 Meter: 6. Platz

- Francesco Uberti
Kajak-Zweier, 500 Meter: 4. Platz
Kajak-Zweier, 1000 Meter: 6. Platz

- Gennaro Cirillo, Vincenzo Damista, Marco Ganna & Francesco Mandragona
Kajak-Vierer, 1000 Meter: Hoffnungslauf (DNF)

### Leichtathletik
| Männer - Giovanni D’Aleo Marathon: 35. Platz - Alessandro Andrei Kugelstoßen: Gold - Salvatore Antibo 5000 Meter: Halbfinale 10.000 Meter: 4. Platz - Dario Badinelli Dreisprung: 15. Platz in der Qualifikation - Mauro Barella Stabhochsprung: 8. Platz - Sandro Bellucci 50 Kilometer Gehen: Bronze - Orlando Bianchini Hammerwurf: 4. Platz - Franco Boffi 3000 Meter Hindernis: Halbfinale - Giovanni Bongiorni 4 × 100 Meter: 4. Platz - Alberto Cova 10.000 Meter: Gold - Maurizio Damilano 20 Kilometer Gehen: Bronze 50 Kilometer Gehen: DNF - Raffaello Ducceschi 50 Kilometer Gehen: 5. Platz - Giovanni Evangelisti Weitsprung: Bronze - Daniele Fontecchio 110 Meter Hürden: Halbfinale - Agostino Ghesini Speerwurf: 23. Platz in der Qualifikation - Marco Marchei Marathon: 43. Platz - Marco Martino Diskuswurf: kein gültiger Wurf im Finale - Riccardo Materazzi 800 Meter: Viertelfinale 1500 Meter: 11. Platz - Carlo Mattioli 20 Kilometer Gehen: 5. Platz - Stefano Mei 1500 Meter: Halbfinale - Pietro Mennea 200 Meter: 7. Platz 4 × 100 Meter: 4. Platz 4 × 400 Meter: 5. Platz - Marco Montelatici Kugelstoßen: 6. Platz - Ernesto Nocco 4 × 400 Meter: 5. Platz - Francesco Panetta 10.000 Meter: Vorläufe 3000 Meter Hindernis: Halbfinale - Claudio Patrignani 1500 Meter: Vorläufe - Pierfrancesco Pavoni 100 Meter: Vorläufe - Alessandro Pezzatini 20 Kilometer Gehen: 28. Platz - Roberto Ribaud 4 × 400 Meter: 5. Platz - Donato Sabia 800 Meter: 5. Platz 4 × 400 Meter: 5. Platz (nicht im Finale eingesetzt) - Antonio Selvaggio 5000 Meter: Vorläufe - Piero Selvaggio 5000 Meter: Vorläufe - Lucio Serrani Hammerwurf: 15. Platz in der Qualifikation - Carlo Simionato 200 Meter: Halbfinale - Stefano Tilli 100 Meter: Halbfinale 200 Meter: Halbfinale 4 × 100 Meter: 4. Platz - Roberto Tozzi 4 × 400 Meter: 5. Platz - Antonio Ullo 100 Meter: Viertelfinale 4 × 100 Meter: 4. Platz - Giampaolo Urlando Hammerwurf: wegen Doping disqualifiziert - Luciano Zerbini Diskuswurf: 7. Platz - Mauro Zuliani 4 × 400 Meter: 5. Platz (nur im Vorlauf eingesetzt) | Frauen - Cosetta Campana 4 × 400 Meter: 6. Platz - Giuseppina Cirulli 400 Meter Hürden: Halbfinale 4 × 400 Meter: 6. Platz (nur im Vorlauf eingesetzt) - Gabriella Dorio 800 Meter: 4. Platz 1500 Meter: Gold - Laura Fogli Marathon: 9. Platz - Patrizia Lombardo 4 × 400 Meter: 6. Platz - Marisa Masullo 200 Meter: Halbfinale 4 × 400 Meter: 6. Platz - Alba Milana Marathon: 12. Platz - Paola Moro Marathon: 20. Platz - Agnese Possamai 3000 Meter: 10. Platz - Fausta Quintavalla Speerwurf: 15. Platz in der Qualifikation - Erica Rossi 400 Meter: Vorläufe 4 × 400 Meter: 6. Platz - Sara Simeoni Hochsprung: Silber |

### Moderner Fünfkampf
Männer
- Pierpaolo Cristofori
Einzel: 11. Platz
Mannschaft: Gold

- Daniele Masala
Einzel: Gold 
Mannschaft: Gold

- Carlo Massullo
Einzel: Bronze 
Mannschaft: Gold

### Radsport
| Männer - Stefano Allocchio Punktefahren: 14. Platz - Roberto Amadio 4000 Meter Mannschaftsverfolgung: 4. Platz - Marcello Bartalini 100 Kilometer Mannschaftszeitfahren: Gold - Stefano Baudino 1000 Meter Zeitfahren: 9. Platz - Massimo Brunelli 4000 Meter Mannschaftsverfolgung: 4. Platz - Roberto Calovi 4000 Meter Einerverfolgung: 10. Platz - Vincenzo Ceci Sprint: 7. Runde - Stefano Colage Straßenrennen: DNF - Maurizio Colombo 4000 Meter Einerverfolgung: 19. Platz in der Qualifikation 4000 Meter Mannschaftsverfolgung: 4. Platz - Marco Giovannetti 100 Kilometer Mannschaftszeitfahren: Gold - Silvio Martinello 4000 Meter Mannschaftsverfolgung: 4. Platz Punktefahren: 16. Platz - Roberto Pagnin Straßenrennen: DNF - Renato Piccolo Straßenrennen: DNF - Eros Poli 100 Kilometer Mannschaftszeitfahren: Gold - Gabriele Sella Sprint: 8. Runde - Claudio Vandelli 100 Kilometer Mannschaftszeitfahren: Gold - Alberto Volpi Straßenrennen: 13. Platz | Frauen - Roberta Bonanomi Straßenrennen: 23. Platz - Maria Canins Straßenrennen: 5. Platz - Emanuela Menuzzo Straßenrennen: 34. Platz - Luisa Seghezzi Straßenrennen: 9. Platz |

### Reiten
- Bartolo Ambrosione
Vielseitigkeitsreiten, Einzel: 30. Platz
Vielseitigkeitsreiten, Mannschaft: 7. Platz

- Mauro Checcoli
Vielseitigkeitsreiten, Einzel: 8. Platz
Vielseitigkeitsreiten, Mannschaft: 7. Platz

- Graziano Mancinelli
Springen, Einzel: 36. Platz
Springen, Mannschaft: 8. Platz

- Filippo Moyersoen
Springen, Einzel:
Springen, Mannschaft: 8. Platz

- Giorgio Nuti
Springen, Einzel: 20. Platz
Springen, Mannschaft: 8. Platz

- Bruno Scolari
Springen, Einzel: 22. Platz
Springen, Mannschaft: 8. Platz

- Marina Sciocchetti
Vielseitigkeitsreiten, Einzel: 7. Platz
Vielseitigkeitsreiten, Mannschaft: 7. Platz

- Geremia Toia
Vielseitigkeitsreiten, Einzel: DNF
Vielseitigkeitsreiten, Mannschaft: 7. Platz

### Rhythmische Sportgymnastik
Frauen
- Cristina Cimino
Einzel: 15. Platz

- Giulia Staccioli
Einzel: 7. Platz

### Ringen
Männer
- Michele Azzola
Halbschwergewicht, Freistil: 8. Platz

- Antonio La Bruna
Federgewicht, Freistil: 6. Platz

- Antonino Caltabiano
Bantamgewicht, griechisch-römisch: 3. Runde

- Vincenzo Maenza
Halbfliegengewicht, griechisch-römisch: Gold

- Luciano Ortelli
Mittelgewicht, Freistil: 8. Platz

- Antonio La Penna
Superschwergewicht, griechisch-römisch: 6. Platz

- Ernesto Razzino
Mittelgewicht, griechisch-römisch: 3. Runde

### Rudern
| Männer - Francesco Esposito & Ruggero Verroca Doppelzweier: 5. Platz - Pasquale Aiese & Marco Romano Zweier ohne Steuermann: 5. Platz - Carmine Abbagnale, Giuseppe Abbagnale & Giuseppe Di Capua Zweier mit Steuermann: Gold - Antonio Dell'Aquila, Renato Gaeta, Stefano Lari & Piero Poli Doppelvierer: 4. Platz - Giuseppe Carando, Gino Iseppi, Siro Meli, Giovanni Sergi Sergas & Giovanni Suarez Vierer mit Steuermann: 4. Platz | Frauen - Antonella Corazza Einer: Vorläufe - Alessandra Borio, Roberta Del Core, Paola Grizzetti, Raffaella Memo & Donata Minorati Vierer mit Steuerfrau: 6. Platz |

### Schießen
| Männer - Aldo Andreotti Schnellfeuerpistole: 13. Platz - Ezio Cini Laufende Scheibe: 8. Platz - Elio Gnagnarelli Kleinkaliber, liegend: 10. Platz - Giovanni Mezzani Laufende Scheibe: 14. Platz - Vincenzo Tondo Freie Pistole: 5. Platz - Roberto Vannozzi Schnellfeuerpistole: 11. Platz | Offene Klasse - Daniele Cioni Trap: 31. Platz - Celso Giardini Skeet: 29. Platz - Luciano Giovannetti Trap: Gold - Luca Scribani Rossi Skeet: Bronze | Frauen - Edith Gufler Luftgewehr: Silber - Loredana Zugna Sportpistole: 18. Platz |

### Schwimmen
| Männer - Raffaele Avagnano 100 Meter Brust: 8. Platz 200 Meter Brust: 18. Platz - Fabrizio Bortolon 100 Meter Rücken: 24. Platz 200 Meter Rücken: 15. Platz - Marco Colombo 100 Meter Freistil: 26. Platz 4 × 100 Meter Freistil: 8. Platz 4 × 200 Meter Freistil: disqualifiziert - Maurizio Divano 200 Meter Lagen: 12. Platz 400 Meter Lagen: 5. Platz - Paolo Falchini 100 Meter Rücken: 18. Platz 200 Meter Freistil: 9. Platz 4 × 100 Meter Lagen: disqualifiziert - Giovanni Franceschi 200 Meter Lagen: 11. Platz - Raffaele Franceschi 4 × 100 Meter Freistil: 8. Platz 400 Meter Lagen: 8. Platz - Stefano Grandi 400 Meter Freistil: 12. Platz 1500 Meter Freistil: 6. Platz - Marcello Guarducci 4 × 100 Meter Freistil: 8. Platz 4 × 200 Meter Freistil: disqualifiziert 4 × 100 Meter Lagen: disqualifiziert - Gianni Minervini 100 Meter Brust: 9. Platz 4 × 100 Meter Lagen: disqualifiziert - Marco Del Prete 200 Meter Brust: 8. Platz - Fabrizio Rampazzo 100 Meter Freistil: 12. Platz 4 × 100 Meter Freistil: 8. Platz 4 × 200 Meter Freistil: disqualifiziert 100 Meter Schmetterling: 18. Platz 4 × 100 Meter Lagen: disqualifiziert - Paolo Revelli 200 Meter Freistil: 22. Platz 200 Meter Schmetterling: 14. Platz - Metello Savino 4 × 100 Meter Freistil: 8. Platz - Marco Dell'Uomo 200 Meter: 7. Platz 400 Meter Freistil: 7. Platz 4 × 200 Meter Freistil: disqualifiziert | Frauen - Laura Belotti 200 Meter Brust: 11. Platz - Manuela Carosi 100 Meter Rücken: 10. Platz 200 Meter Rücken: 23. Platz 4 × 100 Meter Lagen: 5. Platz - Grazia Colombo 100 Meter Freistil: 24. Platz 4 × 100 Meter Freistil: 9. Platz - Roberta Felotti 400 Meter Lagen: 12. Platz - Roberta Lanzarotti 100 Meter Schmetterling: 19. Platz 200 Meter Schmetterling: 10. Platz 4 × 100 Meter Lagen: 5. Platz - Carla Lasi 200 Meter Freistil: 17. Platz 400 Meter Freistil: 12. Platz 800 Meter Freistil: 5. Platz - Monica Olmi 400 Meter Freistil: 13. Platz 800 Meter Freistil: 7. Platz 4 × 100 Meter Freistil: 9. Platz 200 Meter Schmetterling: 13. Platz - Silvia Persi 100 Meter Freistil: 10. Platz 200 Meter Freistil: 9. Platz 4 × 100 Meter Freistil: 9. Platz 4 × 100 Meter Lagen: 5. Platz - Cristina Quintarelli 100 Meter Schmetterling: 24. Platz - Carlotta Tagnin 100 Meter Brust: 14. Platz - Manuela Dalla Valle 4 × 100 Meter Freistil: 9. Platz 100 Meter Brust: disqualifiziert 200 Meter Brust: 9. Platz 200 Meter Lagen: 6. Platz 4 × 100 Meter Lagen: 5. Platz |

### Segeln
- Klaus Maran
Windsurfen: 5. Platz

- Paolo Semeraro
Finn-Dinghy: 15. Platz

- Giorgio Gorla & Alfio Peraboni
Star: Bronze

- Enrico Chieffi & Tommaso Chieffi
470er: 5. Platz

- Claudio Celon & Mario Celon
Flying Dutchman: 7. Platz

- Gianluca Lamaro, Valerio Romano & Aurelio Dalla Vecchia
Soling: 9. Platz

### Synchronschwimmen
Frauen
- Antonella Terenzi
Einzel: 14. Platz

### Turnen
| Männer - Vittorio Allievi Einzelmehrkampf: 26. Platz Boden: 53. Platz in der Qualifikation Pferd: 32. Platz in der Qualifikation Barren: 58. Platz in der Qualifikation Reck: 61. Platz in der Qualifikation Ringe: 46. Platz in der Qualifikation Seitpferd: 24. Platz in der Qualifikation - Rocco Amboni Einzelmehrkampf: 30. Platz Boden: 36. Platz in der Qualifikation Pferd: 40. Platz in der Qualifikation Barren: 69. Platz in der Qualifikation Reck: 58. Platz in der Qualifikation Ringe: 25. Platz in der Qualifikation Seitpferd: 51. Platz in der Qualifikation - Diego Lazzarich Einzelmehrkampf: 32. Platz Boden: 36. Platz in der Qualifikation Pferd: 40. Platz in der Qualifikation Barren: 65. Platz in der Qualifikation Reck: 30. Platz in der Qualifikation Ringe: 25. Platz in der Qualifikation Seitpferd: 62. Platz in der Qualifikation | Frauen - Laura Bortolaso Einzelmehrkampf: 20. Platz Boden: 51. Platz in der Qualifikation Pferd: 40. Platz in der Qualifikation Stufenbarren: 21. Platz in der Qualifikation Schwebebalken: 38. Platz in der Qualifikation |

### Volleyball
Männer
- Bronze

- Kader
Franco Bertoli
Francesco Dall’Olio
Giancarlo Dametto
Giovanni Errichiello
Gianni Lanfranco
Andrea Lucchetta
Pier Paolo Lucchetta
Guido De Luigi
Marco Negri
Piero Rebaudengo
Paolo Vecchi
Fabio Vullo

### Wasserball
Männer
- 7. Platz

- Kader
Marco Baldineti
Romeo Collina
Marco D’Altrui
Enzo D’Angelo
Gianni De Magistris
Mario Fiorillo
Marco Galli
Roberto Gandolfi
Alfio Misaggi
Andrea Pisano
Stefano Postiglione
Antonello Steardo

### Wasserspringen
Männer
- Piero Italiani
Kunstspringen: 6. Platz

- Domenico Rinaldi
Turmspringen: 18. Platz in der Qualifikation